# 土城清水商圈
土城清水商圈是位於臺灣新北市土城區的商圈，以清水路、青雲路為中心，多為地方民生內需型消費。
清水商圈曾提出具體期望的商圈發展方向──希望能藉地利之便打造清水地方的「桐花巷」，將觀光結合人文，吸引人氣。

## 相關網站
- 新北市形象商圈 - 清水商圈[永久]